# Wehrenbach
Der Wehrenbach ist ein knapp zehn Kilometer langer Bach in der Stadt Zürich sowie in den östlichen Vorortsgemeinden und gehört zusammen mit dem von ihm durchflossenen Wehrenbachtobel zu den Naherholungsgebieten der Stadt Zürich.  Er ist ein mittelsteiles, mittleres Fliessgewässer des kollinen, karbonatischen Mittellands. Bis in die Neuzeit waren in Zürich nur die Limmat und der Sihlkanal für die Wasserkraftnutzung bedeutender.

## Geographie

### Verlauf
Der Wehrenbach entspringt zwischen Ebmatingen und Zumikon am Westhang des Wassbergs ⊙ und fliesst bei der Trichtenhauser Mühle ⊙ zwischen Zollikerberg und Witikon durch das Wehrenbachtobel, eine der ausgeprägtesten Tobellandschaften der Stadt Zürich.
An der Quartiergrenze zwischen Hirslanden und Weinegg vereinigt sich der Wehrenbach bei der Burgwies ⊙ mit dem von nördlich von Witikon kommenden Stöckentobelbach, der auch Elefantenbach, Essibach und Witikonerbach genannt wird. Eine Elefantenskulptur in diesem Bach besteht aus Beton und wurde 1898 vom Verschönerungsverein Zürich gestiftet. Der Name Elefantenbach bestand schon vorher und geht vermutlich auf eine an einen Elefanten erinnernde Felsformation oder eine parallel zum Bach in Witikon verlaufende Elefantengasse zurück.
Auf einem kurzen Abschnitt finden sich mehrere Mühlen, eine Sägerei, eine Hammerschmiede sowie eine Schleife ⊙ im Stöckentobel. Das Wehrenbachtobel ist daher trotz seiner reizvollen Erscheinung und oberflächlich wirkenden Wildnis auch eine vom Menschen geprägte Kulturlandschaft. Bei der Burgwies wird dies deutlich: An einem künstlich angelegten Seitenarm liegt ein weiteres kleines Biotop, der Mühleweiher Burgwies.
Nun unterquert der Unterlauf die Forchstrasse; nochmals an einem historischen Wasserkraft-Bauwerk, der Farbholzmühle, vorbei.

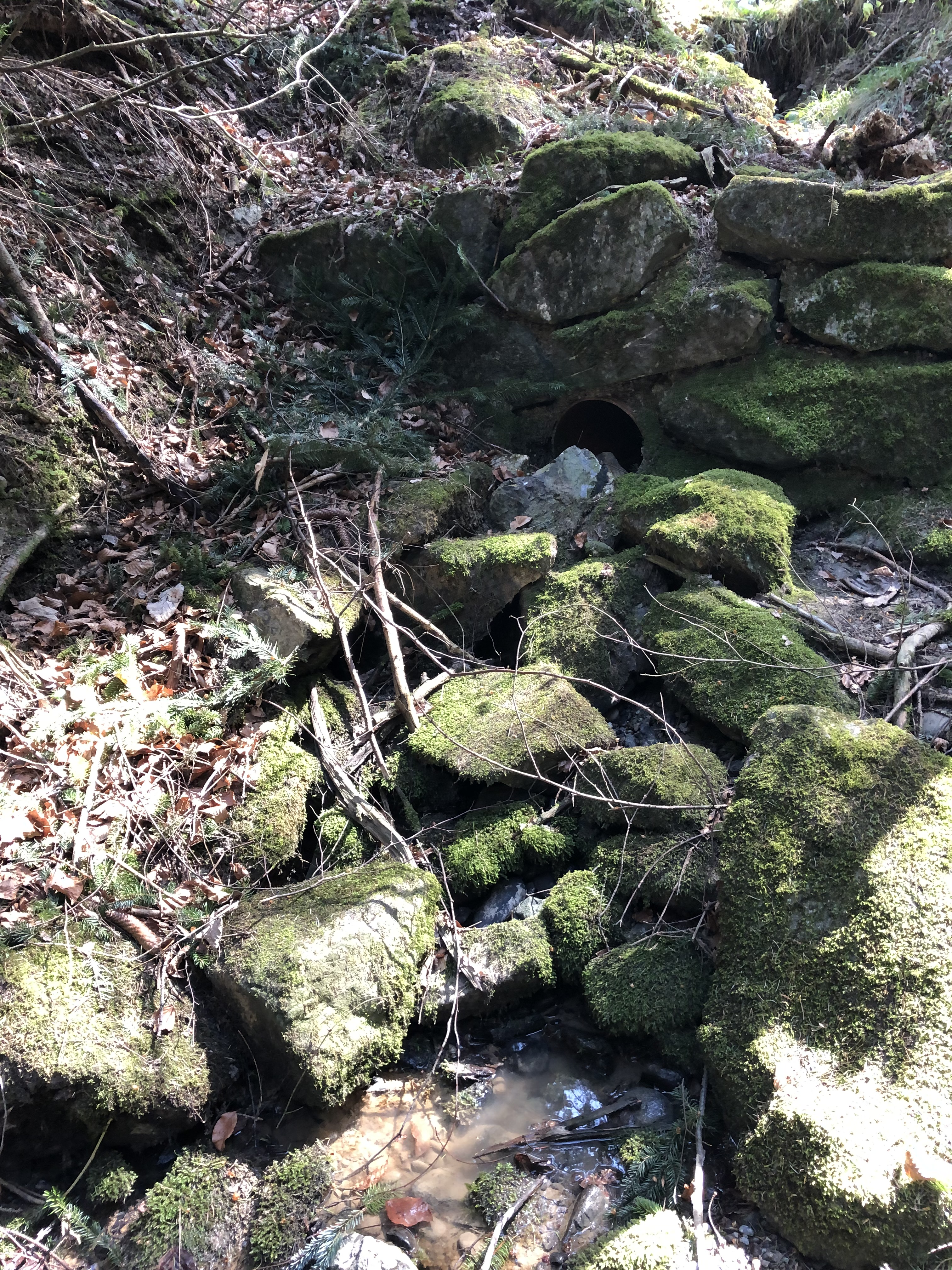
Quelle. Aus der Röhre fliesst das Sickerwasser aus der Wiese oberhalb.
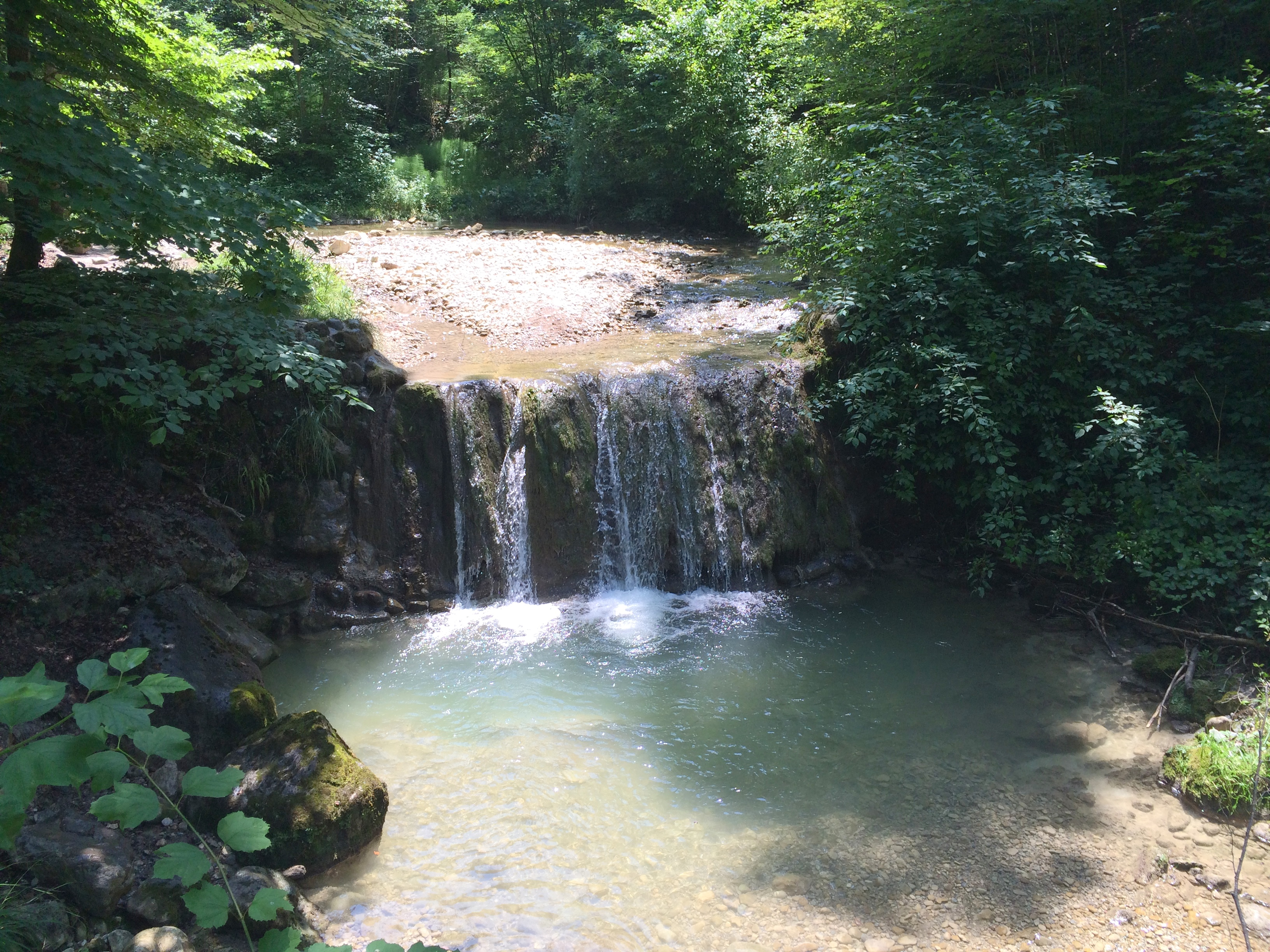
Bachlauf im oberen Teil bei der Trichtenhauser Mühle
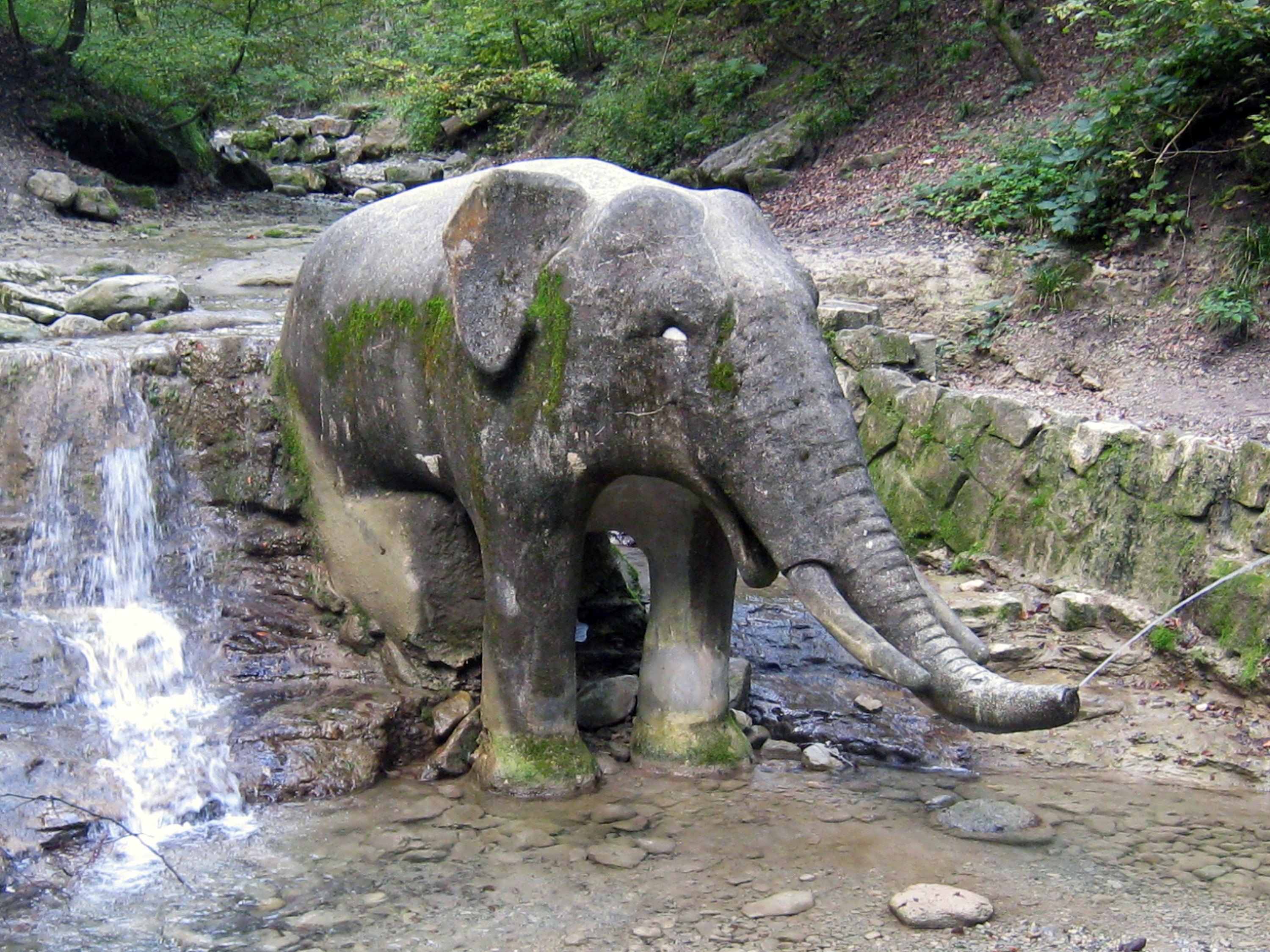
Skulptur im Elefantenbach
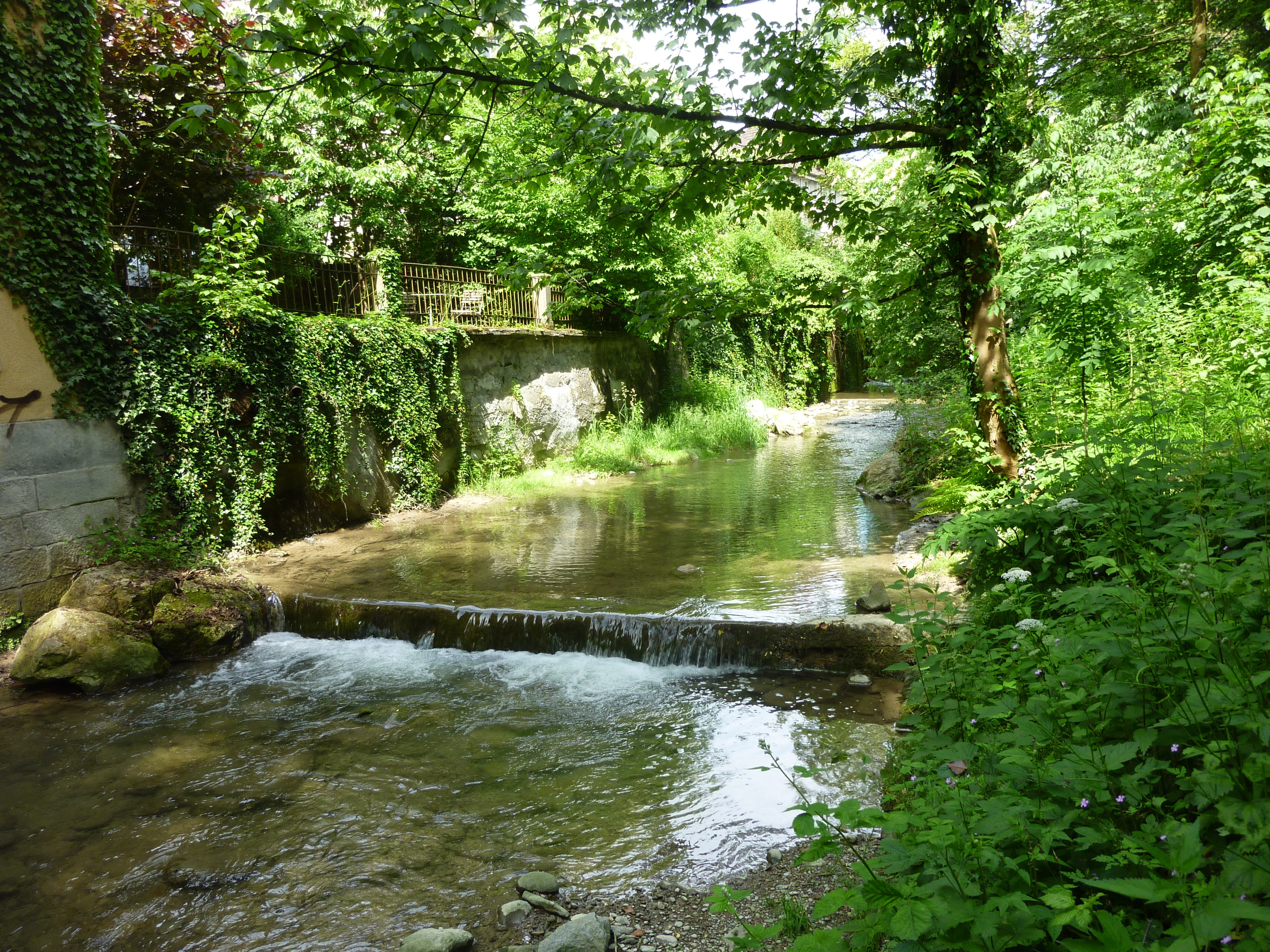
Bachlauf auf der Höhe der Hammerstrasse

Der Unterlauf des Bachs – nun offiziell Wildbach genannt – führt durch eine sanft geschwungene, im Vergleich zum Oberlauf breite Bachlandschaft durch die dichtbesiedelten Quartiere Hirslanden, Weinegg und Mühlebach. Dort finden sich ehemalige Betriebe wie die Hammerschmiede und Seidenweberei Drahtzug ⊙
, die die Kraft dieses Gewässers genutzt haben.
Ab der Kreuzung Wildbach-/Hornbachstrasse erhält der nun vollends kanalisierte Bach den Namen Hornbach und wird teilweise unterirdisch durch das Quartier geführt. Deutlich ist an der hohen Mauerumrandung im Seefeld zu erahnen, dass auch er in unserer Zeit seinem alten Namen Wildbach gerecht werden kann. Nach Unterquerung der Bellerivestrasse führt der Bachlauf durch die Parkanlagen am Seeufer. Beim Zürichhorn mündet er nach rund acht Kilometern in den Zürichsee.

### Einzugsgebiet
Das 13,4 km² grosse Einzugsgebiet des Wehrenbachs liegt im Schweizer Mittelland und wird durch ihn über die Limmat, die Aare und den Rhein zur Nordsee entwässert.
Es besteht zu 37,7 % aus bestockter Fläche, zu 24,9 % aus Landwirtschaftsfläche, zu 37,0 % aus Siedlungsflächen und zu 0,3 % aus unproduktiven Flächen.
Flächenverteilung
Die mittlere Höhe des Einzugsgebietes beträgt 610 m ü. M., die minimale liegt bei 403 m ü. M. und die maximale bei 750 m ü. M.

## Hydrologie
Bei der Mündung des Wehrenbachs in den Zürichsee beträgt seine modellierte mittlere Abflussmenge (MQ) 290 l/s. Sein Abflussregimetyp ist pluvial inférieur und sein Abflussvariabilität beträgt 25.

## Geologie
Seit dem Rückzug des Linthgletschers nach der Würmeiszeit grub sich der Wehrenbach in den vergangenen 10'000–15'000 Jahren sein heutiges Bett durch die Moräne. Stellenweise stiess er dabei bis auf den felsigen Untergrund, die Molasse. Mit dem Geschiebe wurde ein Delta am Zürichsee geschaffen, das heute das flache Seefeld bildet. Besonders ausgeprägt ist dies noch an der Landzunge beim Zürichhorn zu erkennen.

## Natur und Umwelt
In seinem Oberlauf ist er weitgehend naturbelassen und zählt zu den wenigen Wildbächen auf Stadtgebiet. Seinen meist steilen Tobeln entlang folgt Wald bis weit ins bewohnte Stadtgebiet hinein. Hier wird er auch Wildbach genannt und mündet dann als Hornbach in den Zürichsee.
Der Wehrenbach gehört neben dem Küsnachter Dorfbach und dem Feldbach bei Hombrechtikon zu den wichtigsten Laichplätzen der Seeforelle. Der Aufstieg durch das zum Teil verbaute Bachbett ist für die Fische aber schwierig. Fische, denen dies nicht gelingt, werden eingefangen. Ihr Laich wird in der Kantonalen Fischzuchtanlage in Stäfa besamt, die Jungfische später wieder im Bach ausgesetzt.

## Wassernutzung
Der Name Wehrenbach (von Wehr) verdeutlicht, dass der Mensch seit Jahrhunderten versucht hat, dieses Gewässer zu zähmen und seine Kraft zu nutzen.
Ab dem 10. Jahrhundert wurde das Wasser des Wild- und Wehrenbachs zum Antrieb von Wasserrädern genutzt. Die im 10. Jahrhundert urkundlich erwähnte Stadelhofer Mühle ⊙ (Mühlebachstrasse 6, 1970 abgebrochen), eine der ältesten Mühlen der Stadt Zürich, bezog ihr Wasser bis 1870 oberirdisch und bis 1935 unterirdisch vom Wildbach über den künstlich angelegten Mühlebach, entlang der heutigen Mühlebachstrasse. Bis in die frühe Neuzeit trieb der Bach kleingewerbliche Mühlen, Sägereien und Hammerschmieden an. Die Flurnamen «Kupferhammer», «Drahtzug» erinnern daran.
Die alte Mühle Hirslanden ⊙ wurde 1396 erstmals urkundlich erwähnt. Die bis ca. 1937 genutzte Farbholzmühle Burgwies ⊙ wurde erstmals im 17. Jahrhundert erwähnt, als eine sogenannte «Reibe mit Stampfe», damals zur Mühle Hirslanden gehörend. 1883 wurde der Burgwies Weiher ⊙ als Wasserreservoir für die alte Mühle Hirslanden und die Neumühle, die heutige Schreinerei Burgwies ⊙, angelegt.
Das am Burgwies Weiher gelegene unscheinbare Kleinkraftwerk Umiker wurde zur Bekämpfung der Energieknappheit im Jahr 1941 erbaut. Die elektro-hydraulische Krafterzeugungsanlage bildet mit dem Weiher und den dazugehörenden Wasserbauten bei der Burgwies ein seltenes Kleinstkraftwerk. Deshalb steht es, wie die Mühle samt Nebengebäuden und der sogenannte Oberwasserkanal, seit 1995 unter Denkmalschutz.

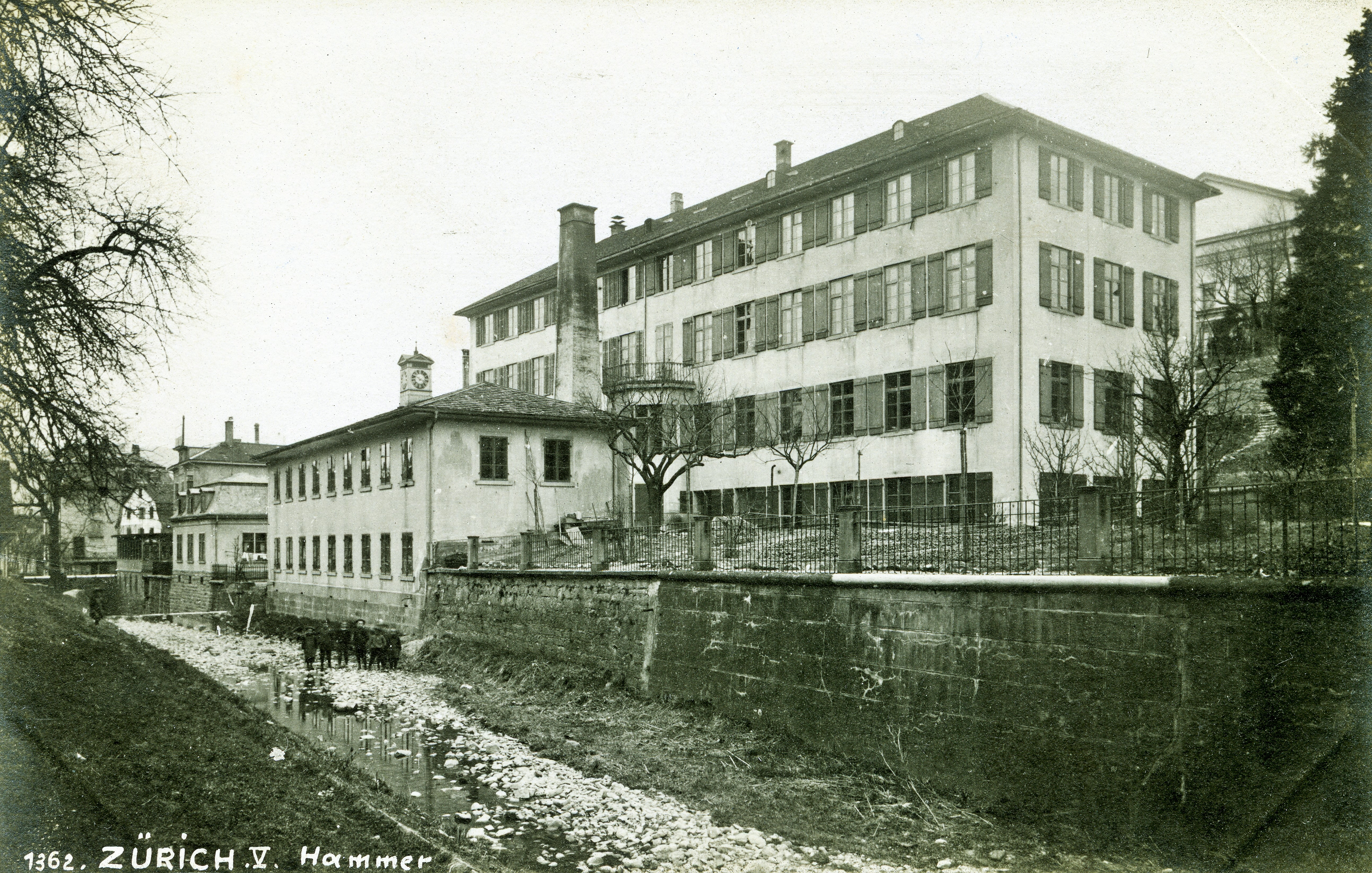
Seidenzwirnerei Neumünster 1910

Die Proto-Industrialisierung führte ab 1800 zu einer Intensivierung der Wassernutzung, zur Vergabe neuer Wasserrechte und zum Bau von Weihern und Kanälen. Die Seidenzwirnerei Neumünster ⊙ liess sich als erster Industriebetrieb 1840 am Wildbach nieder. Es folgte die Schreinerei Burgwies und die «Schleife» am Stöckentobelbach. Im «Kupferhammer» wurde 1882 die Schmiede in eine Seidenweberei umfunktioniert. Um 1900 gab es auf der ein Kilometer langen Bachstrecke zwischen Zollikerstrasse und Burgwies acht Nutzungsstandorte mit mehreren Stauweihern. In den 1950er Jahren waren die meisten Wassernutzungsrechte erloschen.